# 民衆安全服務隊

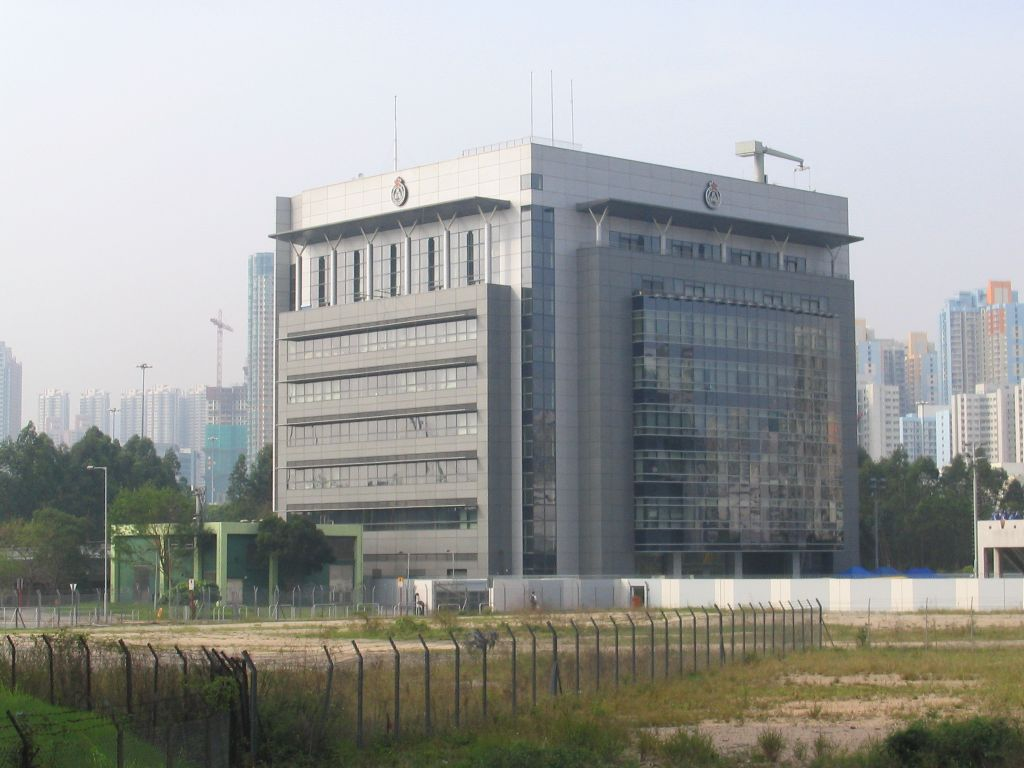
民眾安全服務隊総部のファサードに掲げられる香港民衆安全服務隊徽章。

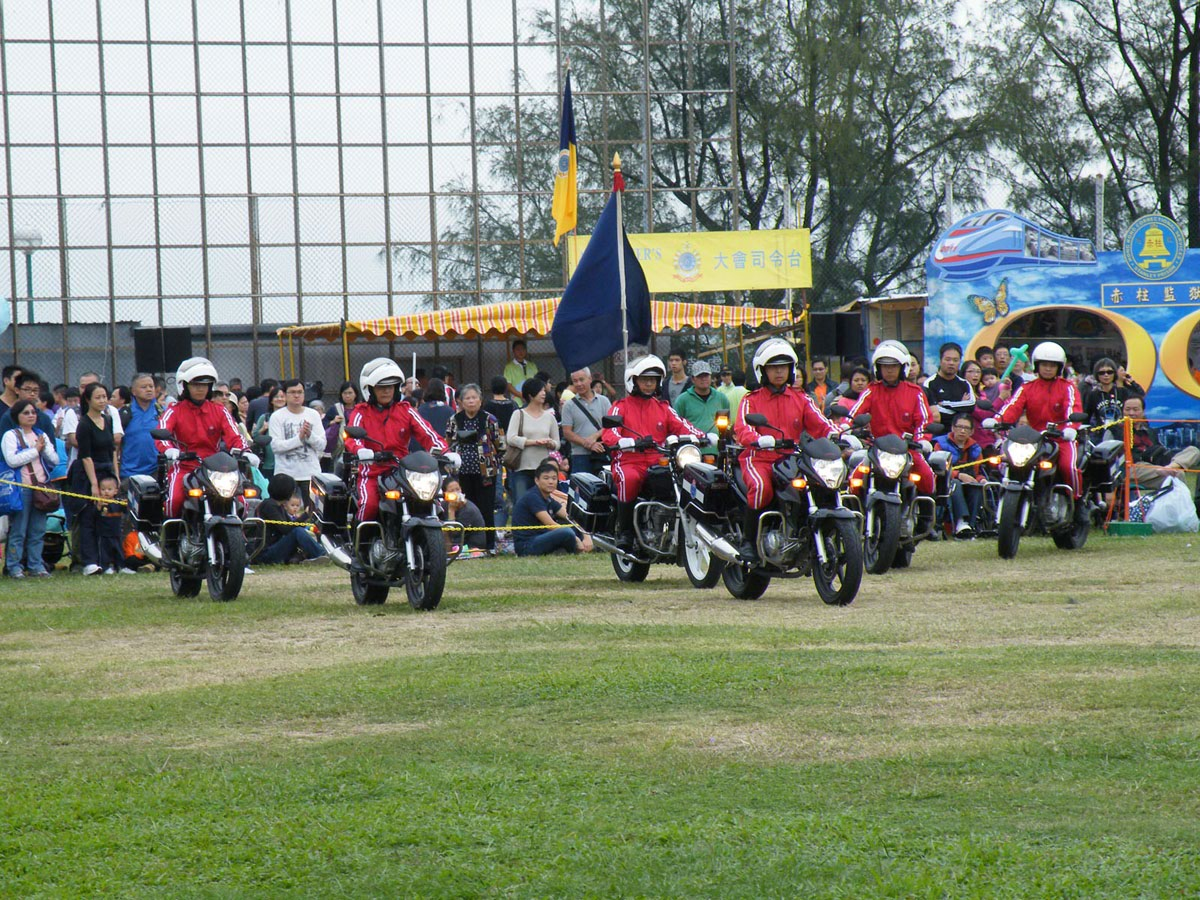
民衆安全服務隊電単車表演隊

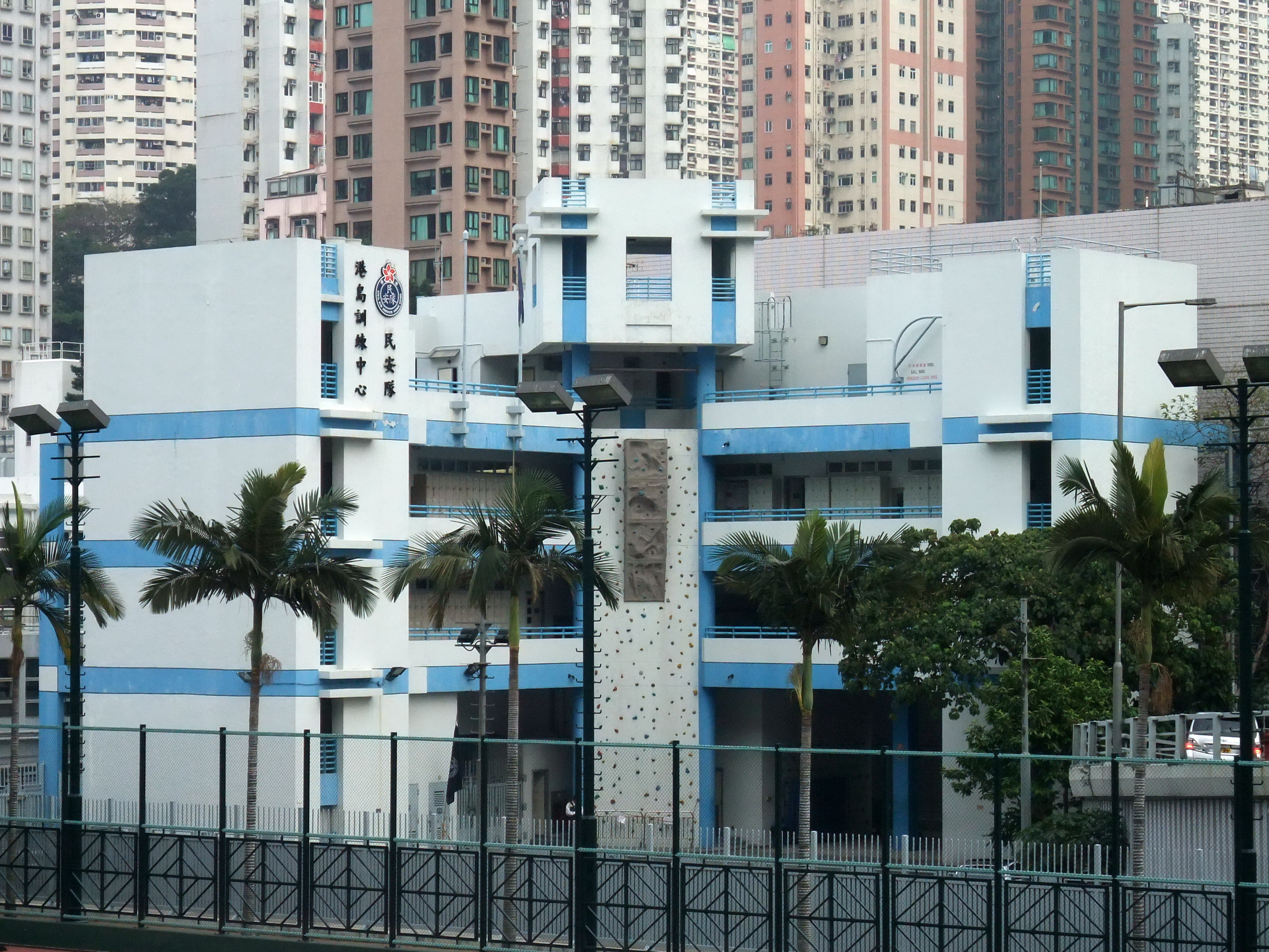
民衆安全服務隊・港島訓練中心

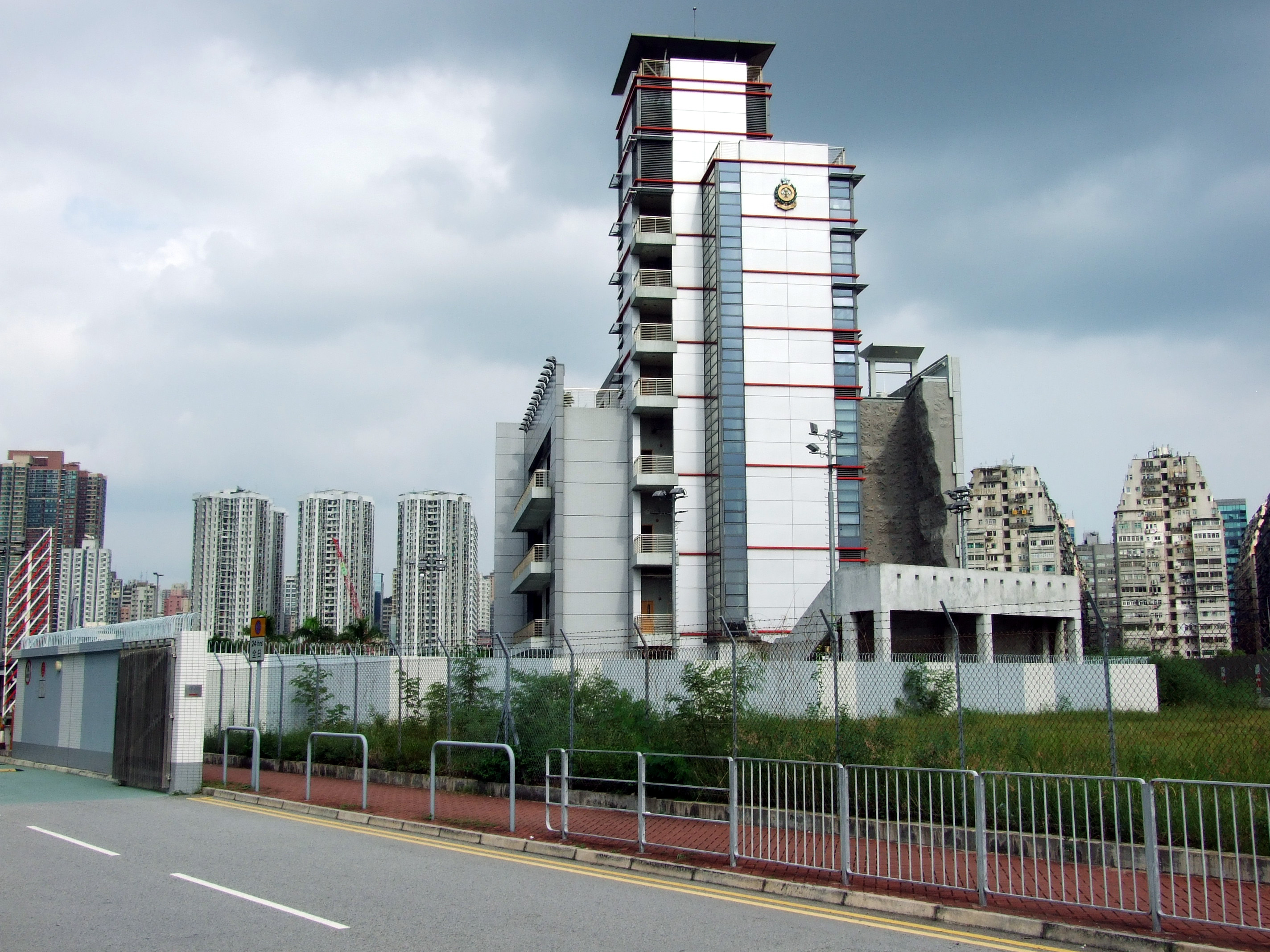
民衆安全服務隊総部に隣接する消防処西九龍救援訓練中心は、民安隊との共用施設

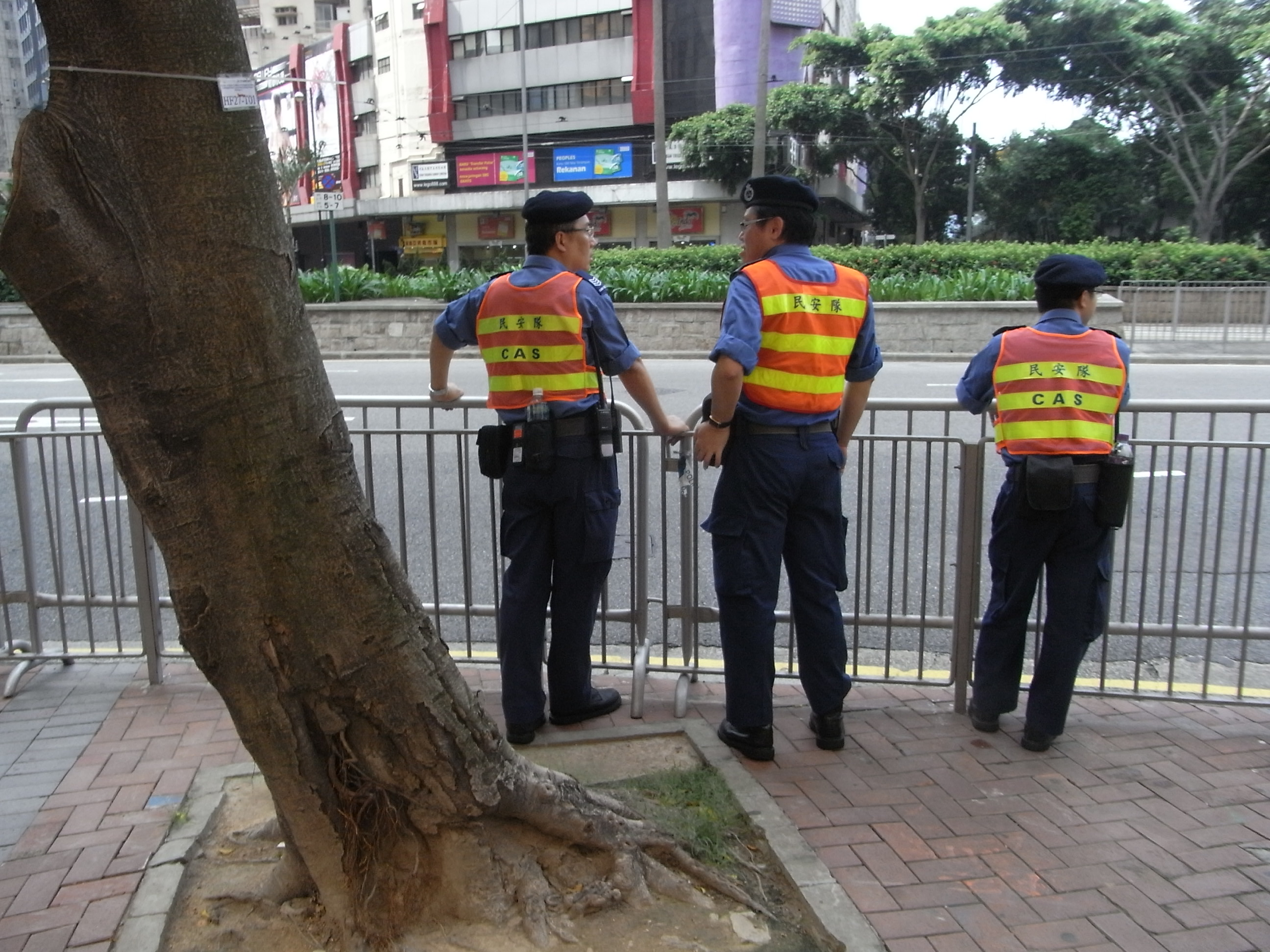
勤務中の民安隊隊員

民衆安全服務隊（みんしゅうあんぜんふくむたい、英語: Civil Aid Service、CAS、繁体字中国語: 民眾安全服務隊、略称: 民安隊）は香港特別行政区政府保安局の管轄下にある輔助紀律部隊である。1952年に設置され、初期には戦時に備えた民間防衛組織であった。長年の発展の結果、現在では多元的な任務を担う民間防衛保安部隊となっており、災害や非常時に際しては各種の緊急任務を執行し、正規の紀律部隊を支援して救助活動や治安維持にあたる。2025年2月現在の民衆安全服務隊処長は羅仁禮であり、3,769名の成人隊員と4,032名の民安隊少年団団員を率いている。民衆安全服務隊はアジアで最も優秀な志願輔助部隊のひとつであると評価されており、世界各地志願工作団体のモデルのひとつになっている。
隊員は、出動要請を受けると1時間45分以内に行動基地へ集合し、ブリーフィングと準備を済ませた上で出動する必要がある。2012年の活動実績として、緊急対応は計138回行われ、その内訳は山岳救助80回、火災救助37回、水害・台風救援15回で、総活動時間は16,000時間を超えた。また、群衆管理支援は220回実施され、総活動時間は87,000時間を超えた。
民安隊の行政組織である民衆安全服務処（略称：民安処）の編制人数は109人（2021年11月時点）であり、そのうち1名は総参事の職にあり、その他は部門職員および一般職系職員で構成されている。彼らの職務は、民安隊志願者に対する行動計画や管制、隊員訓練、行政および後方支援を提供することである。一部の職系職員は、民安隊の志願活動も兼任する必要がある。民安処の現任総参事は、民安隊副処長（行動）の梁冠康である。

## モットー
「救急扶危，服務社會（英語: Providing Emergency Relief, Serving the Community）」であったが、2025年よりモットーを「安心為民，志獻社會（英語: Serving the Community with Passion, Courage and Commitment）」へと改めた。

## 徽章
1952年以来、民安隊では青と白を基調とする円形の徽章を使用している。香港返還後にもその様式に大きな変化はないが、以下の2点が変更された：
- エリザベス2世を象徴する女王の王冠が香港特別行政区区徽に改められ、本来の青白2色の構成に赤色が加えられた。
- 民安隊の英文略称「CAS」のみが表記されていたが、変更後は中文略称および英文の正式名称「香港民安隊」、「Civil Aid Service Hong Kong」に変更された。

## 歴史
香港政庁は1952年、イギリスの防空救護隊（Air Raid Precaution Corps）を模範として民衆安全服務隊を設立した。それ以前の1939年には、政庁は防空署を設立し、戦時の民間防衛業務を統括していた。同部門は、防空壕の建設や灯火管制訓練の実施に加え、防空救護隊、後備滅火隊、消毒隊、挖掘隊といった志願制の民間防衛組織を編成していた。これらの組織は1941年12月26日に香港が日本軍に占領されるまで活動を続けたが、1945年の第二次世界大戦終結後、防空署は復活せず、その一部の機能は1952年に設立された民安隊が引き継いだ。民安隊の初期メンバーの多くは、防空署が戦時中に組織した防空救護隊や後備滅火隊の出身者であった。設立当初、民安隊は戦備民防部隊としての役割を担っていた。六七暴動では「港九各界同胞反対港英迫害闘争委員会」による連続的な路上爆弾テロが発生し、5か月の間に香港各地の街頭に8,000個以上におよぶ真贋不明の爆発物が仕掛けられ、多くの市民が犠牲となったが、爆発物の数が駐港英軍の爆弾処理専門家が即座に対処できる量を超えたため、まず民安隊の隊員が即時危険性の有無を判断し、その後イギリス陸軍の爆弾処理専門家が撤去するという対応が取られた。半世紀にわたる発展を経て、民安隊は次第に広範な職務を担う補助組織へと成長していった。
民眾安全服務隊は当初、「基要服務団条例」に基づいて1952年に設立された。香港では1951年に徴兵制度が施行されていたため、1950年代の民安隊の人員構成は、同じく「基要服務団」に属する後備消防隊や医療補助隊（繁: 醫療輔助隊）と類似していた。志願者のほか、香港政府はそれぞれの後備民防隊に十分な人員を確保するため、毎年一定数のイギリス国籍を持つ香港市民を徴集し、民安隊の訓練を受けさせ、隊員として配備していた。これは、大規模災害や外国軍の侵攻・爆撃などの際に救援人員を確保する目的で行われていた。この徴集制度は、1961年に香港政府が徴兵制度を廃止するまで続いた。その後、1997年の香港返還を前に、政庁は民安隊を新たな法制度の下で運営することとし、「基要服務団」の枠組みから外し、1997年6月13日には「民衆安全服務隊条例」が成立した。
2013年5月25日、民安隊は約700名の隊員を動員し、6か所で2日間にわたる実演訓練を実施した。訓練項目には、山火事の消火、山岳救助、水害時の救援活動が含まれていた。また、未知の感染症や鳥インフルエンザを想定した演習も行われ、隊員は隔離病棟の運営や、感染患者の隔離病棟への搬送などの対応を訓練した。

## 歴代処長
- 民衆安全服務隊処長（Commissioner）[13]
  - チャールズ・エドワード・マイケル・テリー（英語版） CBE, CStJ, JP（1951年－1967年）
  - 胡百全 CBE，JP（1968年—1977年）
  - サー・ロジャー・ロボ（中国語版） CBE, LLD, JP（1977年—1992年）
  - 梁乃鵬（中国語版）博士 GBS, LLD, JP（1993年—2007年）
  - 李樹榮博士 SBS, JP（2008年—2018年）
  - 羅仁禮 MH, JP（2019年以降）

- 民衆安全服務処総参事（Chief Staff Officer，公務員編制のトップ、民安隊副処長（行動）を兼任）[13]
  - アラステア・トッド（中国語版）, JP（1952年－1953年）
  - イアン・マクドナルド・ライトボディ（中国語版）, JP（1953年－1954年）
  - C. M. G. モリソン JP（1954年－1955年）
  - 魯佐之先生（G. T. Rowe），JP（1955年－1956年）
  - 亞歷山大先生（D. R. W. Alexander），MBE，JP（1956年－1957年）
  - 羅能士先生，JP（1957年－1960年）
  - 希理立中校，JP（LT. COL. C.G. Hilliard）（1960年－1968年）
  - 卓德少校，MBE，JP（Major J P Chutter）（1968年－1972年）
  - 傅全先生，ISO，JP（J A Fortune）（1973年－1989年）
  - 賈允能先生，MBE，CPM，JP（F S Kavanagh）（1989年－1996年）
  - 馮國謙先生，MBE（1996年－1998年10月）
  - 陳明鉅先生，JP（1998年10月－2006年10月）
  - 廖志強先生，BBS（2006年10月－2010年11月）
  - 林國華先生，BBS（2010年11月－2016年12月）
  - 張達賢先生（2016年12月－2019年3月）
  - 方耀堂先生（2019年11月8日－2022年7月22日）
  - 梁冠康工程師，FSDSM（2022年7月25日至今）

## 階級
| 所屬職級   | 中文名称                               | 英文名称（略称）                                                                                                | 肩章                                       | 人数     | 級別                    |
| ---------- | -------------------------------------- | --- | ------------------------------------------ | -------- | ----------------------- |
| 處長級     | 處長                                   | Commissioner (C)                                                                                                | 一枚民安隊嘉禾花、一枚市花嘉禾花及一枚軍星 | 1名      | 高七級長官(SVII)        |
| 處長級     | 副處長                                 | Deputy Commissioner (DC)                                                                                        | 一枚民安隊嘉禾花及一枚市花嘉禾花           | 3名      | 七級長官(VII)           |
| 處長級     | 高級助理處長                           | Senior Assistant Commissioner (SAC)                                                                             | 一枚民安隊嘉禾花及一枚軍星                 | 4名      | 七級長官(VII)           |
| 處長級     | 區域總指揮/助理處長                    | Regional Commander (RC) / Assistant Commissioner (AC)                                                           | 一枚民安隊嘉禾花                           | 8名      | 七級長官(VII)           |
| 高級長官級 | 區域副總指揮/訓練學校校長              | Deputy Regional Commander (DRC) / Commandant, Training School (Cmdt)                                            | 一枚市花嘉禾花及兩枚軍星                   | 13名     | 高六級長官(SVI)         |
| 高級長官級 | 區域助理總指揮/訓練學校副校長/首席參事 | Assistant Regional Commander (ARC) / Deputy Commandant, Training School (DCmdt) / Principal Staff Officer (PSO) | 一枚市花嘉禾花及一枚軍星                   | 27名     | 六級長官(VI)            |
| 高級長官級 | 中隊指揮官/訓練學校助理校長/高級參事   | Company Commander (OC) / Assistant Commandant, Training School (ACmdt) / Senior Staff Officer (SSO)             | 一枚市花嘉禾花                             | 43名     | 高五級長官(SV) 俗稱風車 |
| 長官級     | 中隊副指揮官/參事/分隊組羣指揮官       | Deputy Company Commander (DCC) / Staff Officer (SO) / Platoon Group Commander (PGC)                             | 三枚軍星                                   | 316名    | 五級長官(V) 俗稱三粒花  |
| 長官級     | 分隊指揮官/助理參事                    | Platoon Commander (PC) / Assistant Staff Officer (ASO)                                                          | 兩枚軍星                                   | 316名    | 四級長官(IV)            |
| 長官級     | 分隊指揮官/助理參事（見習）            | (Probationary) Platoon Commander / Assistant Staff Officer                                                      | 一枚軍星                                   | 316名    | 四級長官(IV)            |
| 員佐級     | 總小隊長                               | Chief Section Leader (CSL)                                                                                      | 三勾及半勾外加一枚方格                     | 167名    | 高三級隊員(SIII)        |
| 員佐級     | 高級小隊長                             | Senior Section Leader (SSL)                                                                                     | 三勾及半勾                                 | 167名    | 高三級隊員(SIII)        |
| 員佐級     | 小隊長                                 | Section Leader (SL)                                                                                             | 三勾                                       | 347名    | 三級隊員(III)           |
| 員佐級     | 副小隊長                               | Deputy Section Leader (DSL)                                                                                     | 二勾                                       | 646名    | 二級隊員(II)            |
| 員佐級     | 高級隊員                               | Senior Member (SMbr)                                                                                            | 一勾                                       | 828名    | 高一級隊員(SI)          |
| 員佐級     | 隊員                                   | Member (Mbr) | 無                                         | 1367名   | 一級隊員(I)             |
| 少年團員   | 高級少年領袖                           | Senior Cadet Leader (SCL)                                                                                       | 三勾及半勾(黃色)                           | 160名    | -                       |
| 少年團員   | 少年領袖                               | Cadet Leader (CL)                                                                                               | 三勾(黃色)                                 | 300名超  | -                       |
| 少年團員   | 副少年領袖                             | Deputy Cadet Leader (DCL)                                                                                       | 二勾(黃色)                                 | 600名超  | -                       |
| 少年團員   | 高級團員                               | Senior Cadet (SC)                                                                                               | 一勾(黃色)                                 | 800名超  | -                       |
| 少年團員   | 團員                                   | Cadet (C) | 無                                         | 2400名超 | -                       |

- 処長級人員を除き、成人隊服の肩章には白色で「CAS民安隊」の文字がプリントされる
- 少年団服の肩章には黄色で「民安隊少年團CAS Cadet」の文字がプリントされている

## 車輌

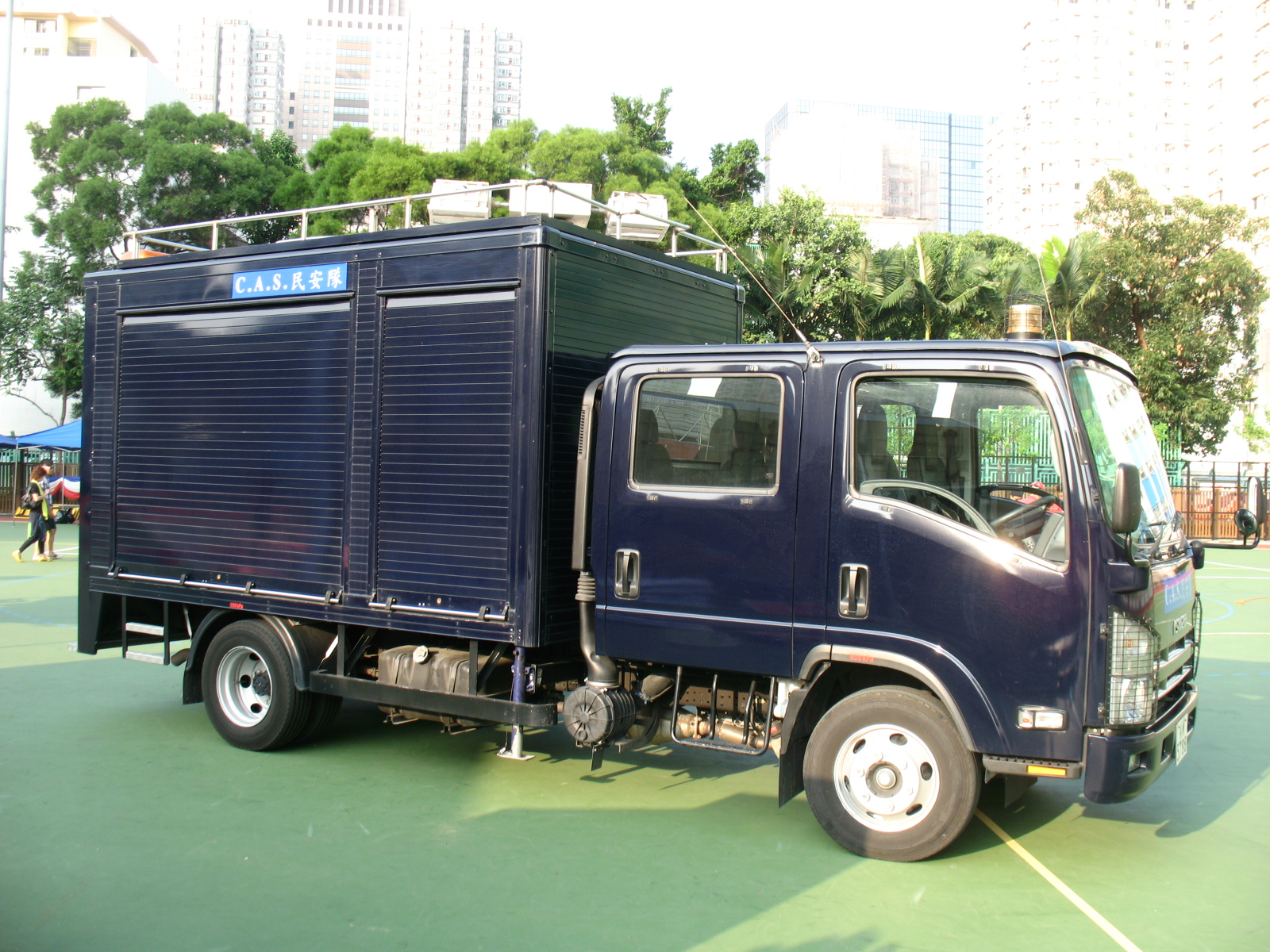
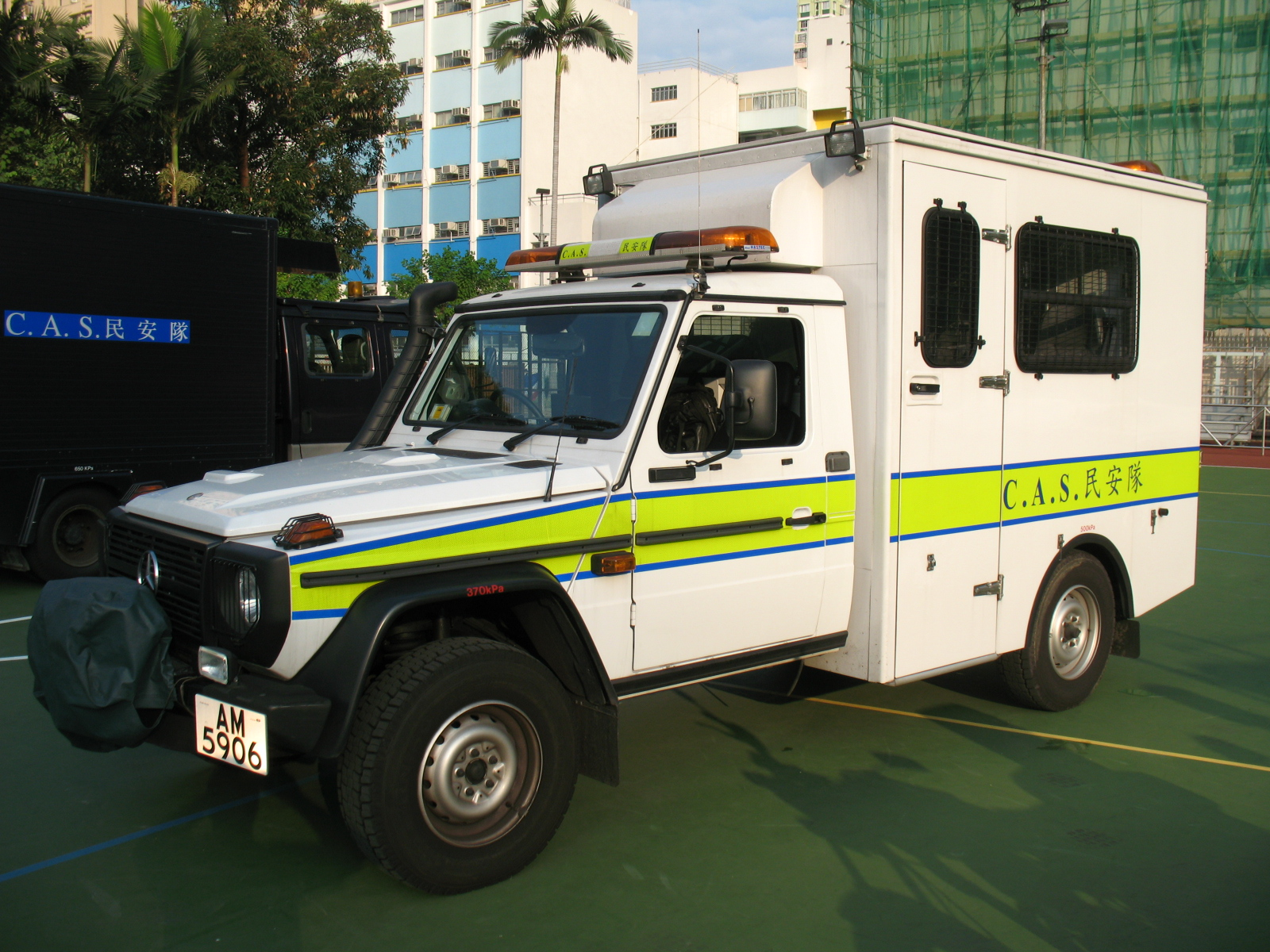

## 訓練場

### 民安隊総部
民安隊総部は香港九龍油麻地渡華路に置かれており、主に全日制、部分時間制の訓練を実施するとともに、職員の勤務地点となっている。特に救助活動やロープクライミングを行うための専用施設が設けられている。

### 民安隊港島訓練中心
港島訓練センターは香港島銅鑼湾摩頓台にあり、主に全日制、部分時間制訓練を行っている。センターには特に救助活動やロープクライミングを行うための専用施設が設けられている。

### 民安隊大灘訓練営
大灘訓練キャンプは新界西貢北の大灘に位置し、敷地面積は12,000平方メートルに及ぶ。キャンプ内には行政棟、浄水池、危険物倉庫、厨房、露営や屋外活動用のエリアが設けられており、さらにプールと更衣室も備え、水上活動の訓練場として利用されている。 また、2018年には香港ジョッキークラブの支援により建設された60人収容の宿泊施設が完成した。この宿泊施設には、大型の寝室が3室と、講師専用の個室が2室あり、それぞれ二段ベッドとロッカーが整然と配置されている。 さらに、近くには民安隊水上活動訓練センターがあり、キャンプから徒歩約10分の距離に位置している。

### 圓墩訓練営
圓墩訓練キャンプは，荃湾青山公路青龍頭の海抜230mの高さにある山上にあり、19ヘクタールの敷地を有している。元来は圓墩村に所在していたためにこの名前で呼ばれる。1973年、政府はキャンプ建設のための土地の割り当てに同意し、財政司辦公室も出費を承認した。キャンプ建設には駐港英軍、漁農処、市政事務署、王立香港ジョッキークラブ、ヤクルトなど、各政府部門、民間団体、著名人、民安隊隊友の努力が結集された。大部分のインフラは、民安隊内の各ユニットスタッフの手で建設された。
他のキャンプと同様、圓墩訓練キャンプは都市部では得難い手つかずの自然環境と雰囲気を生かし、成人隊と少年団のメンバーに訓練の場を提供し、多彩な野外活動を通じて規律と強い意志の精神を学ばせる。

## 主要部隊

### 山嶺搜救中隊
山嶺搜救中隊の前身は攀山搶救隊である。1969年の成立以来、ハイキング中に遭難した人々の捜索・救助など、香港における山岳救助任務にあたっている。
山嶺搜救中隊隊員はみな補助人員であり、編成は164人である。各隊員はみな正式な山岳捜索および救助訓練を受けている。該隊総部および行動基地は九龍油麻地渡華路8号に置かれ、隊員は土日祝日には民安隊総部および飛行服務隊総部において輪番で待機しなければならない。山嶺搜救中隊は每年秋、冬季の出動回数が比較的多く、特に祝日と週末は甚だしい。救助作戦においては主に警察、消防処、またはその他関係する政府部門から動員通知が出される。
山嶺搜救中隊のモットーは「攀山越嶺，拯救險困，時刻候命，服務社群」である。

### 緊急救援中隊
緊急救援中隊は民衆安全服務隊傘下の快速動員ユニットである。特遣部隊に隷属しており、重機を使った救助作業、崩壊した建物の捜索・救助、高所からの救助、密閉空間や交通事故等の重大事故での救援任務を専門に担う。部隊は90分以内に出動できる能力を持っており、香港で洪水、土砂崩れ、台風などの大規模災害が発生した際に、被災者の救助や避難を支援する。

### 民安隊少年団
民安隊少年団（繁: 民安隊少年團、英語: Civil Aid Service Cadet Corps、CASCC）は1968年に設立された、民衆安全服務隊の下部組織である。隊員の年齢は12歳から17歳までで、香港における青少年制服団体の一つとなっている。少年団では団員に対して、群衆管理や郊野公園の巡回といった訓練課程、活動、社会サービスを提供している。現在の少年団総指揮は彭穎生, MHである。香港特別行政区政府民衆安全服務隊が管理する青少年制服団体として、2つのオフィス、5つの中隊、20の分隊から構成され、それぞれ香港、九龍、新界の各地域に分布している。団員が使用する制服や装備はすべて民安隊から無料で貸与される。少年団は団員に対し、規律訓練、課程、活動、社会サービスなどを通じて、青少年に良好な品徳を育み、徳、智、体、群の各面での全般的な成長を促し、良き市民となることを目指している。12歳以上16歳未満の青少年は民安隊少年團への加入を申請でき、18歳に達すると、その少年団員としての身分は終了し退団となる。

## 長期服務奨章
香港における栄典制度下では、品格優良かつ成績良好な民安隊長官および隊員で、満15年勤務したものには長期服務奨章（英語: Civil Aid Service Long Service Medal）が授与される。その後、満20年、25年、30年、35年、40年と勤続年数が延びるにしたがって第一から第五までのクラスプ（Clasps、加敘勳扣）が与えられる。1997年の返還以前は、民安隊長官および隊員には民防部隊長期服務獎章（英語: Civil Defence Medal）が与えられることがあった。
| 繁体字                               | 英語                                            | 綬帶 |
| ------------------------------------ | ----------------------------------------------- | ---- |
| 民眾安全服務隊長期服務獎章及加敘勳扣 | Civil Aid Service Long Service Medal and Clasps |      |
| 民防部隊長期服務獎章                 | Civil Defence Long Service Medal (CDM)          |      |

## 議論

### 新型コロナウイルス流行期間
2020年2月14日、香港立法会議員の鄭松泰は、ソーシャルメディアで民安隊への通達を転載した上で、政府が新型コロナウイルス隔離病棟に勤務する民安隊隊員に対して、わずか400香港ドルの手当しか支給しなかったことを批判し、隊員の社会貢献精神が濫用されていると指摘した。彼は、香港警察が逃犯条例改正草案反対デモ期間中に受け取った超過勤務手当が10億香港ドルを超える一方で、民安隊隊員は隔離者と近距離で接触することを求められ、防護服やマスクなどの装備も極端に不足していると非難した。これは、隊員に「命を懸けさせる（搵命搏）」ものであると述べた。
続いて4月23日付の『蘋果日報』紙は、伝染病との闘いに参加した民安隊隊員のうち、3ヶ月経っても手当を受け取っておらず、そのうち何人かは合計で約15,000ドルの手当を受け取っているはずだったと報じた。民安隊は、関連システムの調整と更新に時間がかかったために支払いが遅れたものであると回答した。